# Jules Vandooren
Jules Vandooren (Armentiers, 30 december 1908 – Calais, 7 januari 1985) was een Frans voetballer en voetbaltrainer. Vandooren behoorde tot de selectie van Frankrijk voor het Wereldkampioenschap voetbal 1934 en 1938. Na zijn carrière als voetballer ging hij aan de slag als voetbaltrainer bij enkele Belgische en Franse clubs.